# Luci Furi Purpureó
Luci Furi Purpureó (en llatí: Lucius Furius Sp. f. Sp. n. Purpureo) va ser un magistrat romà del segle iii aC. Formava part de la gens Fúria, una gens romana d'origen patrici.
Va ser tribú militar l'any 210 aC sota el cònsol Marc Claudi Marcel, i pretor el 200 aC, magistratura durant la qual va rebre la província de la Gàl·lia Cisalpina. Va derrotar els ínsubres i els cenomans que havien posat setge a Cremona sota comandament del cartaginès Hamílcar, batalla en la qual van caure 35.000 gals, entre morts i presoners; Hamílcar i tres capitosts gals també van morir a la lluita. El senat li va concedir una celebració de tres dies i els honors del triomf, encara que això va tenir certa oposició. Durant la pretura, va dedicar dos temples a Júpiter.
El 196 aC va ser elegit cònsol amb Marc Claudi Marcel, i amb el seu col·lega va derrotar els bois. Durant el consolat, va dedicar un altre temple a Júpiter.
L'any 189 aC va ser un dels comissionats enviats a l'Àsia després de la victòria de Luci Corneli Escipió sobre Antíoc III el Gran. El 187 aC apareix com a opositor a concedir el triomf a Gneu Manli Vulsó. L'any 184 aC va ser candidat a censor, però no va sortir elegit; s'enfrontava a Luci Valeri Flac i Marc Porci Cató Censorí, que van obtenir el càrrec. L'any 183 aC va ser enviat amb dos senadors més com a ambaixador a la Gàl·lia Transalpina, i és la darrera vegada que apareix esmentat.